# Estancia d'Alta Gracia
L'estancia d'Alta Gracia est une ancienne réduction jésuite, située dans la ville d'Alta Gracia en Argentine. Elle a été transformée en musée en 1972 (officiellement en 1977) et classée au Patrimoine mondial de l’humanité en l'an 2000.